# やまだ屋
やまだ屋（やまだや）は、1932年創業の広島県廿日市市宮島町（宮島）に本社を置く菓子製造メーカーである。
もみじ饅頭を主製品とし、年間2000万個を製造販売している。広島だけでなく、関東近郊の百貨店にも販売網を持つ。また、広島県内では、JRのキヨスクや百貨店・大型スーパーマーケットだけでなく、中小のスーパーマーケットチェーン（ユアーズ・ピュアークックなど）でも同社の製品が販売されている。
全国菓子大博覧会などで多くの賞を受賞している。

## 概要
- 社名：株式会社やまだ屋
- 所在地：広島県廿日市市宮島町835番地-1
- 創立：1932年(昭和7年)10月20日
- 有限会社設立：1966年(昭和41年)3月1日
- 株式会社設立：2000年(平成12年)4月7日
- 資本金：14,000,000円
- 従業員：150名
- 代表取締役社長：中村靖富満

## 扱っている商品

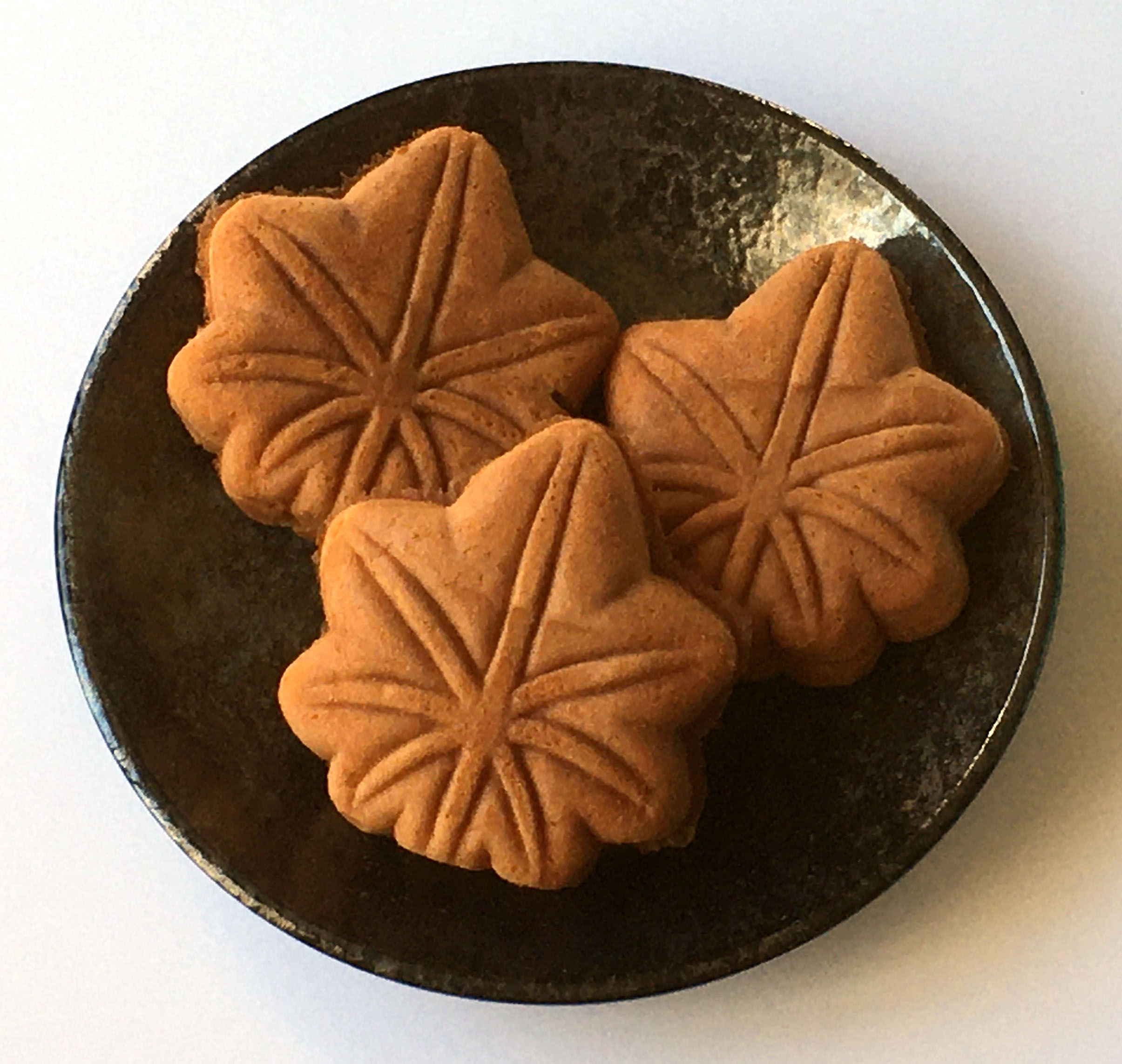
もみじ饅頭

- もみじ饅頭（こしあん、つぶあん、センターチョコ、コーティングチョコ、抹茶、栗、レモン、ミカン、紅いも、他）
- 大もみじ
- 杓子せんべい
- 桐葉菓
- 老松
- みやじま御笠
- 広島八景
- 富久者有智（ふくわうち）
- 恋の紅まんさく
- anfan(アンファン)

など

## 直営販売店
- 本社／宮島本店
広島県廿日市市宮島町835-1

- 宮島有の浦店
広島県廿日市市宮島町1183

- おおのファクトリー　※手焼き体験、工場見学可能。
広島県廿日市市沖塩屋2丁目10−52

- 宮島口もみじ本陣店
広島県廿日市市宮島口1-11-7

- アルパーク店
広島市西区草津新町2-26-1 アルパーク東棟B1F

- 広島駅新幹線名店街店
広島市南区松原町1-2

- 広島駅ビルアッセ店
広島市南区松原町2-37

- マリーナホップ店
広島市西区観音新町4-14-35

- 廿日市Tina Court店
広島県廿日市市新宮1-9-34

## 主な受賞
- 全国菓子大博覧会　 名誉金賞・名誉大賞・名誉無鑑査賞など（もみじ饅頭）　名誉総裁賞（最高賞・桐葉菓）
- 全日本和菓子展　日本名菓大賞
- 広島県食料品品評会　県知事賞
- 全国産業博覧会　有功大賞

など

## スポーツ関連
- サンフレッチェ広島 - 広告スポンサー